# Très souvent, je pense à vous…
Albums de Patrick Bruel
Live 2014
(2014) Bruel Barbara - Le Châtelet
(2016)
Singles
1. Le mal de vivre

Très souvent, je pense à vous... est le 8e album studio de Patrick Bruel, sorti le 27 novembre 2015, chez Sony Music.
L'album est réalisé par David François Moreau. Il est composé uniquement de reprises de Barbara.

## Liste des chansons
L'album comporte 15 chansons :
Toutes les chansons sont écrites et composées par Barbara sauf Vienne (Musique : Barbara et Roland Romanelli).
| No  | Titre                          | année | Durée |
| --- | ------------------------------ | ----- | ----- |
| 1.  | Madame                         | 1967  | 3:27  |
| 2.  | Drouot                         | 1970  | 3:46  |
| 3.  | L'Aigle noir                   | 1970  | 5:19  |
| 4.  | Dis, quand reviendras-tu ?     | 1964  | 3:58  |
| 5.  | Le Mal de vivre                | 1965  | 4:09  |
| 6.  | Du bout des lèvres             |       | 2:13  |
| 7.  | Vienne                         | 1971  | 4:32  |
| 8.  | Ma plus belle histoire d'amour | 1966  | 4:48  |
| 9.  | Nantes                         | 1964  | 4:12  |
| 10. | Perlimpinpin                   | 1972  | 4:53  |
| 11. | Göttingen                      | 1964  | 2:50  |
| 12. | Mon enfance                    | 1974  | 3:27  |
| 13. | Parce que je t'aime            | 1966  | 4:18  |
| 14. | À mourir pour mourir           | 1964  | 2:46  |
| 15. | Pantin                         |       | 2:49  |

## Single
Le premier single extrait est Le Mal de vivre.

## Ventes
Fin 2015, l'album s'était vendu à 146 011 exemplaires, en France, dont 142 624 en format physique et 3 387 en format numérique, le plaçant en 25e position dans les ventes de l'année.

## Classements
| Classement (2015)            | Meilleure position |
| ---------------------------- | ------------------ |
| Belgique (Flandre Ultratop)  | 119                |
| Belgique (Wallonie Ultratop) | 4                  |
| France (SNEP)                | 9                  |
| Suisse (Schweizer Hitparade) | 6                  |